# Hermann von Hörde
Hermann von Hörde (* im 15. Jahrhundert; † 4. Mai 1511) war Domherr in Münster.

## Leben

### Herkunft und Familie
Hermann von Hörde entstammte dem westfälischen Adelsgeschlecht Hörde und war der Sohn des Friedrich von Hörde zu Störmede († 1503) und dessen Gemahlin Katharina von Fürstenberg.
Sein Bruder Philipp war Vizedominus und Domherr in Münster. Johann, sein anderer Bruder, war Domherr in Paderborn.

### Wirken
Hermann findet als Domherr zu Münster erstmals am 10. April 1486 urkundliche Erwähnung. Er war im Besitz des Archidiakonats Winterswijk. Die Ernennung zum Dombursar fiel in das Jahr 1508. In dieser Funktion war er für die Wirtschaftsführung des Domkapitels verantwortlich. Hermann unterstützte seinen Freund, den Domherrn Rudolf von Langen, in tatkräftiger Weise bei der Reform der Domschule.
Für ihn und für seinen Bruder Philipp wurde ein Epitaph im Dom zu Münster errichtet.